# Тир (мультфильм)
«Тир» — фантастический мультфильм режиссёра Владимира Тарасова по одноимённой пьесе Виктора Славкина. По жанру это социальная сатира, направленная против капитализма.

## Сюжет
Западный мегаполис. Безработный юноша долго не может найти работу и, наконец, находит место в тире, хозяин которого эксплуатирует его как живую мишень. Там юноша знакомится с молоденькой работающей там же уборщицей, на которой затем женится. Со временем «аттракцион» разрастается, и герои уже обитают там круглые сутки под прицелом. Через какое-то время выясняется, что женщина беременна, и тогда хозяин решает поставить в качестве мишени и их будущих детей.

## Музыка
Мультфильм сопровождался саундтреком в стилях джаз и рок. Исполнение — В. Ганелин, В. Чекасин, В. Тарасов.

## Создатели
| режиссёр                  | Владимир Тарасов                                                                          |
| сценарист                 | Виктор Славкин                                                                            |
| художник-постановщик      | Николай Кошкин                                                                            |
| художники-мультипликаторы | Александр Давыдов, Александр Мазаев, Алексей Букин, Александр Елизаров, Светлана Давыдова |
| художники                 | Ольга Боголюбова, Елена Боголюбова                                                        |
| оператор                  | Кабул Расулов                                                                             |
| звукооператор             | Владимир Кутузов                                                                          |
| ассистент режиссёра       | Татьяна Митителло                                                                         |
| ассистент оператора       | Людмила Крутовская                                                                        |
| монтажёр                  | Маргарита Михеева                                                                         |
| редактор                  | Елена Никиткина                                                                           |
| директор картины          | Любовь Бутырина                                                                           |

## О мультфильме
Владимир Тарасов снял несколько фильмов на материале фантастики. Лучшие из картин фантастической темы — «Контакт» (1978), получивший премии на фестивалях в Италии и во Франции, эксцентрическая комедия по пьесе Виктора Славкина «Тир» (1979), экранизация трагической повести Кира Булычёва «Перевал» (1988). Режиссёр в этот период говорил о своей работе как о поиске, прежде всего, содержания, о теме и смысле…— Наталия Венжер